# Ксанторрея
Ксанторре́я (лат. Xanthorrhoea) — род растений семейства Ксанторреевые (Xanthorrhoeaceae), в котором образует монотипное подсемейство Ксанторреевые (Xanthorrhoeoideae).
По APG II в семейство включается один род Ксанторрея, который также иногда включаются в одно семейство с представителями асфоделовых и лилейниковых. Ранее ксанторреи включали в Лилейные. Представители этого рода относят к травяным деревьям, с древовидным стволом и одной или несколькими розетками листьев (до 1 м и более).
Все виды ксанторрей — эндемики Австралии, Тасмании и нескольких мелких соседних островов. Ареал включает в основном сухие саванны, но ксанторреи обитают и во влажном климате Тасмании. На территориях с засушливым климатом часты пожары, однако древовидные стволы ксанторреи хорошо устойчивы к огню, а листья быстро отрастают.
Смола нескольких видов используется при изготовления лаков.

## Таксономия
Род Ксанторрея включает 28 видов:
- Xanthorrhoea acanthostachya D.J.Bedford
- Xanthorrhoea acaulis (A.T.Lee) D.J.Bedford
- Xanthorrhoea arborea R.Br.
- Xanthorrhoea arenaria D.J.Bedford
- Xanthorrhoea australis R.Br.
- Xanthorrhoea bracteata R.Br.
- Xanthorrhoea brevistyla D.A.Herb.
- Xanthorrhoea brunonis Endl.
- Xanthorrhoea caespitosa D.J.Bedford
- Xanthorrhoea concava (A.T.Lee) D.J.Bedford
- Xanthorrhoea drummondii Harv.
- Xanthorrhoea fulva (A.T.Lee) D.J.Bedford
- Xanthorrhoea glauca D.J.Bedford
- Xanthorrhoea gracilis Endl.
- Xanthorrhoea johnsonii A.T.Lee
- Xanthorrhoea latifolia (A.T.Lee) D.J.Bedford
- Xanthorrhoea macronema F.Muell. ex Benth.
- Xanthorrhoea malacophylla D.J.Bedford
- Xanthorrhoea media R.Br.
- Xanthorrhoea minor R.Br.
- Xanthorrhoea nana D.A.Herb.
- Xanthorrhoea platyphylla D.J.Bedford
- Xanthorrhoea preissii Endl.
- Xanthorrhoea pumilio R.Br.
- Xanthorrhoea quadrangulata F.Muell.
- Xanthorrhoea resinosa Pers.
- Xanthorrhoea semiplana F.Muell.
- Xanthorrhoea thorntonii Tate

## Галерея

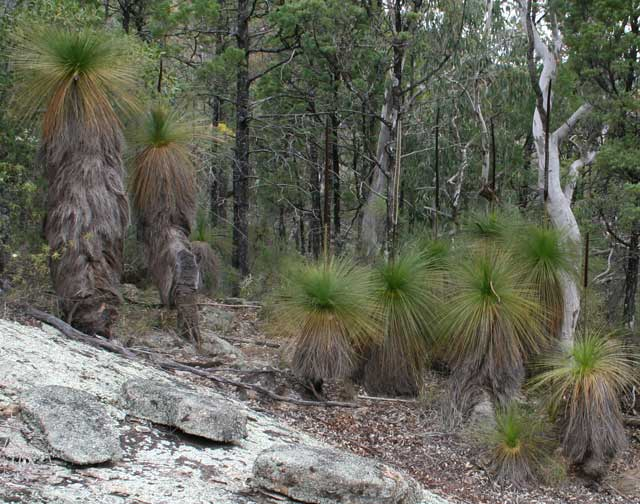
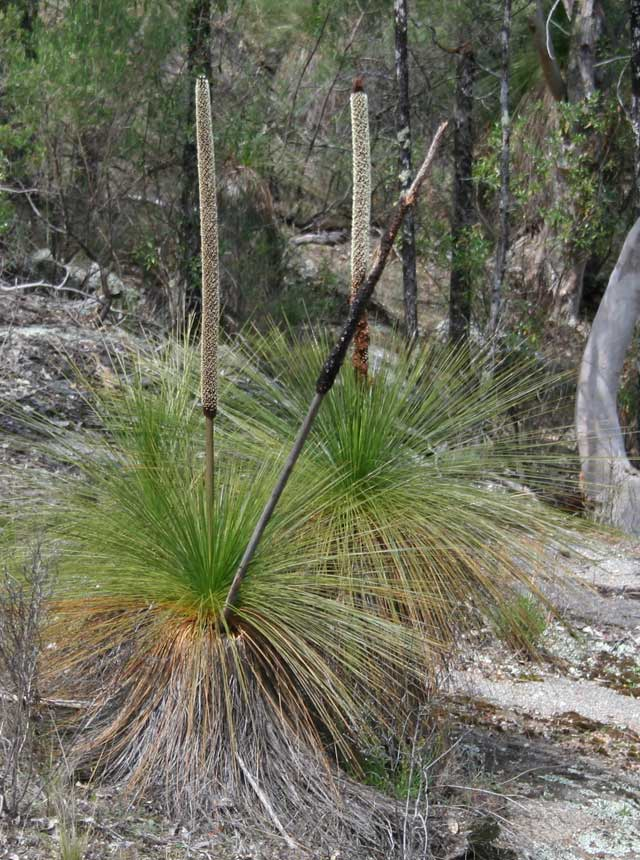
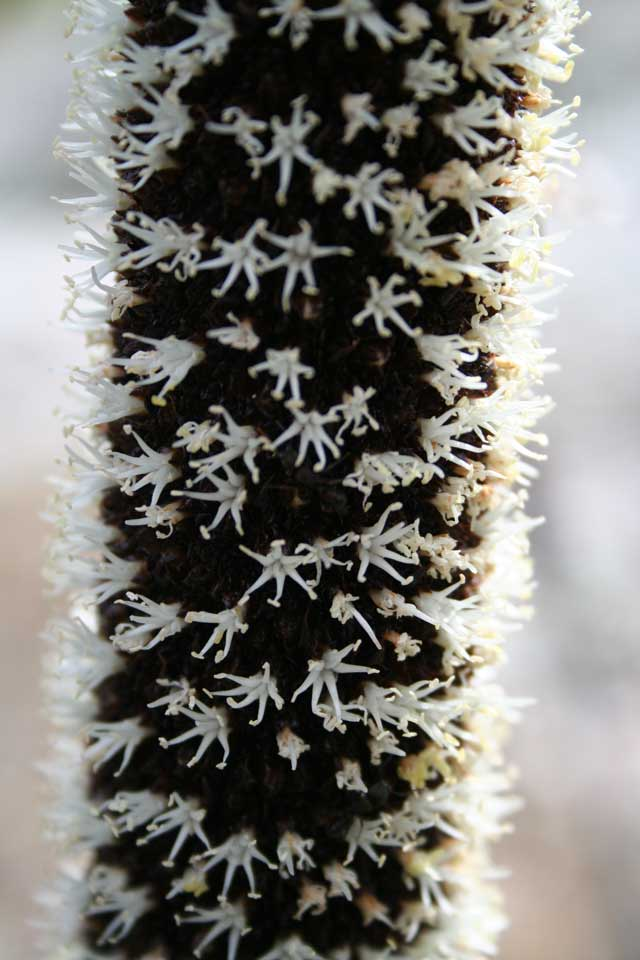
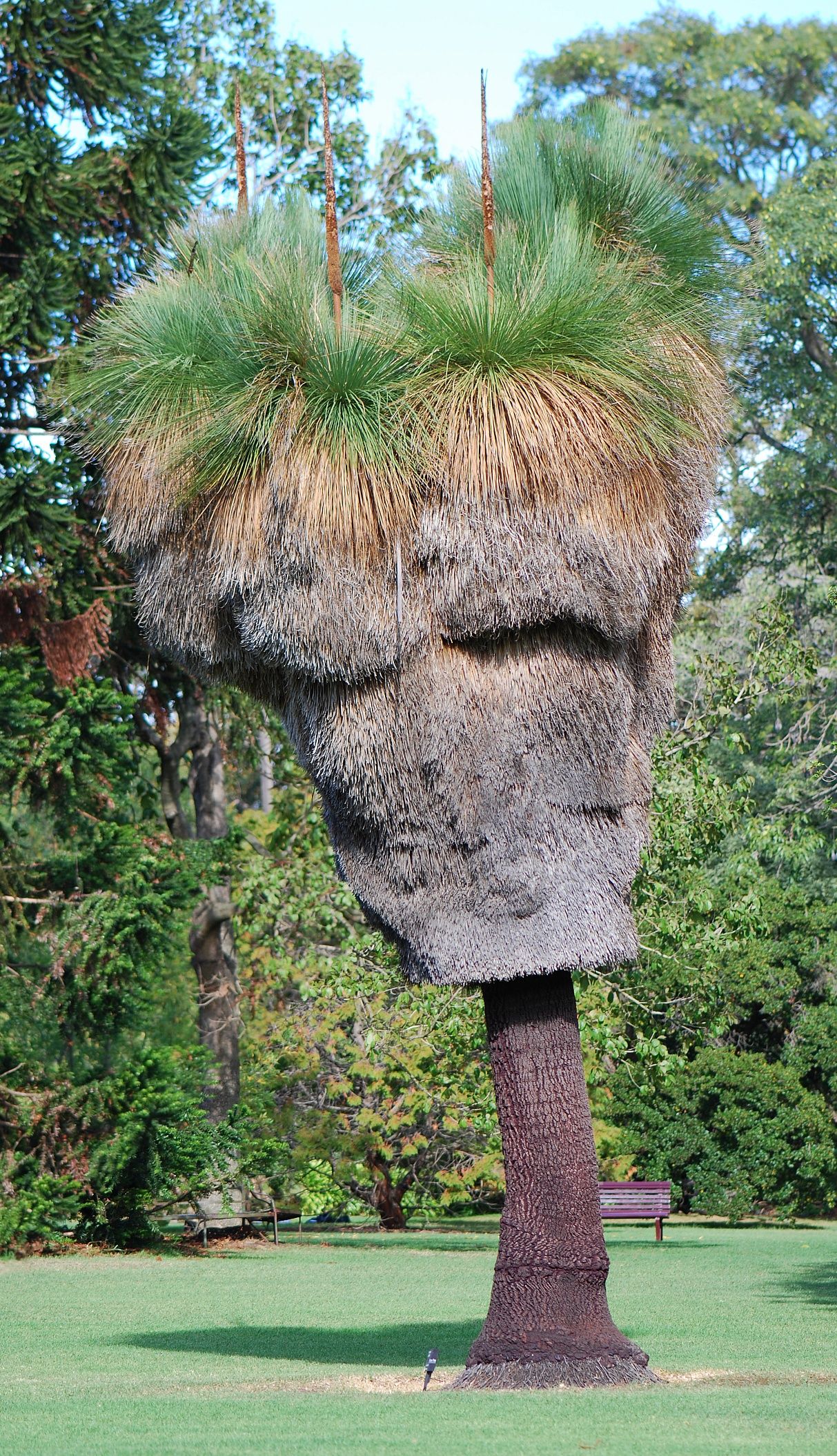